# Гвадаррама (река)
Гвадарра́ма (исп. Río Guadarrama) — река в Испании, правый приток Тахо, протекает по территории провинций Мадрид и Толедо в центральной части Пиренейского полуострова.
Длина — 132 км, площадь бассейна — около 1600 км². Средний расход воды в нижнем течении — 7,3 м³/с.
Истоки реки расположены на южных склонах хребта Сьерра-де-Гуадаррама между перевалами Фуэнфрия и Навасеррада в национальном парке Сьерра-де-Гвадаррама, северо-западнее Мадрида, недалеко от границы с автономным сообществом Кастилия и Леон. Далее река протекает преимущественно в южном направлении, пересекает границу с Кастилией-Ла-Манчи, где впадает в Тахо западнее Толедо на высоте около 430 м над уровнем моря.